# Robert Gates
Robert Michael Gates (Wichita, Kansas, 25. rujna 1943.), bivši je američki obavještajac i bivši ministar obrane.
Godine 1965. je na Sveučilište Indiane magistrirao povijest, a iste je godine regrutiran u CIA-u, gdje je na raznim dužnostima proveo sljedećih 26 godina. Napredovao je u službi i često sudjelovao na sastancima Vijeća za nacionalnu sigurnost u posljednjim godinama hladnog rata, stekavši dobre veze u administracijama četvorice predsjednika.
Godine 1991. je imenovan direktorom CIA-e i na tom mjestu je ostao dvije godine. Nakon tog je postao predavač na sveučilištima, a 1996. objavio memoare posvećene svojoj obavještajnoj karijeri. Godine 2002. je postao predsjednikom teksaškog A&M sveučilišta.
Predsjednik Bush ga je 2006. imenovao članom Grupe za studiju Iraka, odnosno tzv. Bakerove komisije kojoj je cilj dati prijedloge za uspješan završetak rata u Iraku. Nakon poraza Republikanske stranke na izborima za Kongres i ostavke Donalda Rumsfelda, Robert Gates je nominiran za novog tajnika za obranu. Taj izbor je 6. prosinca potvrdio Senat. Gates je u kolovozu 2010. najavio da će otiću u mirovinu 2011., a predsjednik SAD-a Barack Obama je najavio u travnju 2011. da će ga naslijediti direktor CIA-e Leon Panetta.